# 罗代勒
罗代勒（法語：Rodelle，法語發音：[ʁɔdɛl]）是法国阿韦龙省的一个市镇，属于罗德兹区。

## 地理
罗代勒（44°29'26"N, 2°37'35"E）面积53.43 平方千米，位于法国奧克西塔尼大區阿韦龙省，该省份为法国南部内陆省份，位于法國中央高原南部，北起顺时针与康塔爾省、洛泽尔省、加尔省、埃罗省、塔恩省、塔恩-加龙省和洛特省接壤。
与罗代勒接壤的市镇（或旧市镇、城区）包括：博祖勒、拉卢比耶尔、米雷堡、萨勒拉苏尔斯、塞巴扎克-孔库雷斯、塞布拉扎克、维勒孔塔勒。

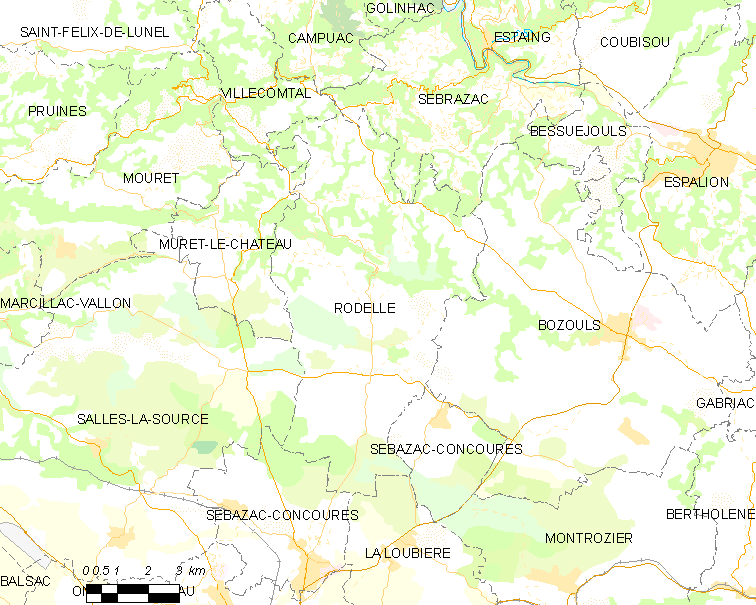
罗代勒的OSM定位图

罗代勒的时区为UTC+01:00、UTC+02:00（夏令时）。

## 行政
罗代勒的邮政编码为12340，INSEE市镇编码为12201。

## 政治
罗代勒所属的省级选区为科斯-孔塔勒县。

## 人口

1962-2008年间罗代勒人口变化图示

罗代勒于2022年1月1日时的人口数量为1097人。